# Llallawavis
Llallawavis, es un género monotípico extinto de ave cariamiforme perteneciente a la familia de los forusrácidos, conocidos popularmente como las "aves del terror", de las que representa el ejemplar más completo encontrado. Estas aves depredadoras terrestres habitaron América del Sur durante la era Cenozoica. Lallawavis fue encontrado en rocas del Plioceno de la provincia de Buenos Aires, en Argentina. El nombre del género deriva de la palabra quechua llallawa, "maravilla" y el latín avis, "ave". El nombre de la especie, scagliai, es en homenaje del naturalista argentino Galileo Juan Scaglia (1910-1989).
El fósil holotipo de Llallawavis, descubierto en 2010 en sedimentos de los acantilados en la playa La Estafeta, está completo en un 90% e incluye los huesos completos del paladar, la tráquea, el cráneo, el oído y los osículos del ojo (anillos escleróticos). La nueva especie vivió en Argentina hace aproximadamente 3.5 millones de años a mediados del Plioceno.
L. scagliai probablemente vivió en zonas de pastizales. Comparado con otras aves del terror, era relativamente pequeño, con una altura de 1.2 metros y pesaba en torno a los 18 kilogramos. Las articulaciones que separaban los huesos craneanos estaban fusionadas, a diferencia de las aves modernas, lo cual le pudo haber ayudado a aplastar a sus presas. Los exámenes con tomografía computarizada de su oído interno muestran que probablemente solo podían oír frecuencias bajas de entre 380 a 4230 hertz, y posiblemente era capaz de emitir sonidos profundos.
Los restos de Llallawavis scagliai se encuentran en exposición permanente en el Museo Municipal de Ciencias Naturales "Lorenzo Scaglia" de la ciudad de Mar del Plata. 

## Filogenia
El siguiente cladograma es una versión simplificada de acuerdo con el análisis de Degrange et al. (2015).
|  | Mesembriornis milneedwardsi                                |
|  |                                                            |
|  | \| \| Llallawavis \| \| \| \| \| \| Procariama \| \| \| \| |
|  |                                                            |
|  | Llallawavis                                                |
|  |                                                            |
|  | Procariama                                                 |
|  |                                                            |

|  | Llallawavis |
|  |             |
|  | Procariama  |
|  |             |

|  | Mesembriornis milneedwardsi                                |
|  |                                                            |
|  | \| \| Llallawavis \| \| \| \| \| \| Procariama \| \| \| \| |
|  |                                                            |
|  | Llallawavis                                                |
|  |                                                            |
|  | Procariama                                                 |
|  |                                                            |

|  | Llallawavis |
|  |             |
|  | Procariama  |
|  |             |

|  | Mesembriornis milneedwardsi                                |
|  |                                                            |
|  | \| \| Llallawavis \| \| \| \| \| \| Procariama \| \| \| \| |
|  |                                                            |
|  | Llallawavis                                                |
|  |                                                            |
|  | Procariama                                                 |
|  |                                                            |

|  | Llallawavis |
|  |             |
|  | Procariama  |
|  |             |

|  | Mesembriornis milneedwardsi                                |
|  |                                                            |
|  | \| \| Llallawavis \| \| \| \| \| \| Procariama \| \| \| \| |
|  |                                                            |
|  | Llallawavis                                                |
|  |                                                            |
|  | Procariama                                                 |
|  |                                                            |

|  | Llallawavis |
|  |             |
|  | Procariama  |
|  |             |

|  | Mesembriornis milneedwardsi                                |
|  |                                                            |
|  | \| \| Llallawavis \| \| \| \| \| \| Procariama \| \| \| \| |
|  |                                                            |
|  | Llallawavis                                                |
|  |                                                            |
|  | Procariama                                                 |
|  |                                                            |

|  | Llallawavis |
|  |             |
|  | Procariama  |
|  |             |

|  | Mesembriornis milneedwardsi                                |
|  |                                                            |
|  | \| \| Llallawavis \| \| \| \| \| \| Procariama \| \| \| \| |
|  |                                                            |
|  | Llallawavis                                                |
|  |                                                            |
|  | Procariama                                                 |
|  |                                                            |

|  | Llallawavis |
|  |             |
|  | Procariama  |
|  |             |

|  | Mesembriornis milneedwardsi                                |
|  |                                                            |
|  | \| \| Llallawavis \| \| \| \| \| \| Procariama \| \| \| \| |
|  |                                                            |
|  | Llallawavis                                                |
|  |                                                            |
|  | Procariama                                                 |
|  |                                                            |

|  | Llallawavis |
|  |             |
|  | Procariama  |
|  |             |

|  | Mesembriornis milneedwardsi                                |
|  |                                                            |
|  | \| \| Llallawavis \| \| \| \| \| \| Procariama \| \| \| \| |
|  |                                                            |
|  | Llallawavis                                                |
|  |                                                            |
|  | Procariama                                                 |
|  |                                                            |

|  | Llallawavis |
|  |             |
|  | Procariama  |
|  |             |